# تپه پاکندوس
تپه پاکندوس مربوط به دوران‌های تاریخی پس از اسلام است و در شهرستان مینودشت، بخش گالیکش، روستای فارسیان واقع شده و این اثر در تاریخ ۱۰ خرداد ۱۳۸۲ با شمارهٔ ثبت ۸۷۹۶ به‌عنوان یکی از آثار ملی ایران به ثبت رسیده است.